# (164207) 2004 GU9
2004 جي يو 9 (ويعرف أيضًا باسم (164207) 2004 جي يو 9 وفق تسمية الكوكب الصغير) (بالإنجليزية: 2004 GU9)‏ هو كويكب ضمن حزام الكويكبات؛ وترتيبه 164207 من حيث الاكتشاف.
اكتُشف هذا الجُرم الفلكي بواسطة بحث لنكولن عن الكويكبات القريبة من الأرض في 13 أبريل 2004.

## وصلات خارجية
- (164207) 2004 GU9 في قاعدة بيانات مختبر الدفع النفاث لأجرام النظام الشمسي الصغيرة

- الاكتشاف · مخطط المدار ·  العناصر المدارية · المعلمات المادية

- (164207) 2004 GU9 على موقع ويكي سكاي: DSS2, SDSS, GALEX, IRAS, Hydrogen α, X-Ray, Astrophoto, Sky Map, Articles and images